# Leif Roar
Leif Roar (født 31. august 1937, død 25. marts 2003) var en dansk operasanger (baryton), der i en lang årrække var blandt de førende Wagner-sangere i Danmark og internationalt. 
Særlig titelpartiet i Wagners Den flyvende hollænder gjorde han til sit mesterstykke og optrådte i rollen utallige gange. Efter uddannelse på Operaakademiet i København fik han debut på Det Kgl. Teater 1964. Hans internationale karriere begyndte i 1967 med Wagner-roller ved operaen i Düsseldorf, f.eks. Den Flyvende Hollænder, Hans Sachs i Mestersangerne i Nürnberg og Telramund i Lohengrin. 
Med sin kraftfulde heltebaryton var han eftertragtet på de store scener og optrådte på La Scala i Milano, Metropolitan i New York og ved Festspillene i Bayreuth. Han trak sig tilbage fra scenen 1995. 